# هیتمن: قراردادها
هیتمن: قراردادها (به انگلیسی: Hitman 3: Contracts) یک بازی ویدئویی در سبک مخفی‌کاری است که توسط آی‌او اینتراکتیو توسعه یافته و به‌وسیلهٔ شرکت آیدوس اینتراکتیو در سال ۲۰۰۴، برای مایکروسافت ویندوز، پلی‌استیشن ۲ و ایکس‌باکس منتشر شد. این سومین قسمت در مجموعه بازی‌های هیتمن محسوب می‌شود که اکثر مراحل نسخه اول را در خود به صورت بازسازی شده به همراه دارد، اما به خودی خود داستان خاصی ندارد.

## داستان
مدت کوتاهی پس از وقایع نسخه قبل، مأمور ۴۷ به کار خود با ICA ادامه می‌دهد. به او یک مأموریت عادی در پاریس داده شده است. او در آن مأموریت ۲ نفر را می‌کشد، Ambassador Delahunt و یک tenorمعروف؛ امّا در حین فرار کردن از محل توسط یک مأمور پلیس که از حضور او با خبر شده بوده مورد اصابت گلوله قرار می‌گیرد. ۴۷، زخمی و خون آلود به اتاقش در هتل فرار می‌کند، در تعجب است که کسی که او را با تیر زده چه کسی بوده است. به نظر می‌رسد که او ۴۷ را می‌شناخته؛ نه لزوماً کاملاً با او آشنایی داشته، شاید در حدی که بداند او می‌تواند خطرناک باشد. در این زمان که ۴۷ هوشیاری کاملی ندارد فلش بک‌های بسیاری از مراحل نسخه اول را بازی می‌کنیم. مردی ناشناس (ظاهراً یک دکتر) برای مداوا کردن او می‌آید، همچنین یک کیف دستی حاوی مهمات و لباس و…
زمانی که دوباره هوشیاری خود را به دست می‌آورد و آماده است که محل را ترک کند. متوجه می‌شود که تیم GIGN هتل را محاصره کرده است. برای او عجیب است که بازرسی که او را با گلوله زد چقدر راجع به او می‌داند. ۴۷ به همان روش آشنا یعنی پوشیدن لباس مبدل از محل می‌گریزد. البته قبل از فرار کردن تصمیم می‌گیرد که همان بازرس را بکشد. سپس او به فرودگاه فرار می‌کند.
در هواپیما، او با دایانا ملاقات می‌کند؛ دایانا به او توضیح می‌دهد که ICA در حال از دست دادن پشتیبانان و دوستان و قدرتمندی فقط به خاطر ۴۷ است. دایانا فکر می‌کند که فشار از کجا می‌آید و به ۴۷ مدارکی طبقه‌بندی شده می‌دهد. ۴۷ پی می‌برد که با یک مسئله جدی روبروست و متعجب است که سازمان چنین پولی دارد، و هواپیما پرواز می‌کند.